# Amanda Chidester

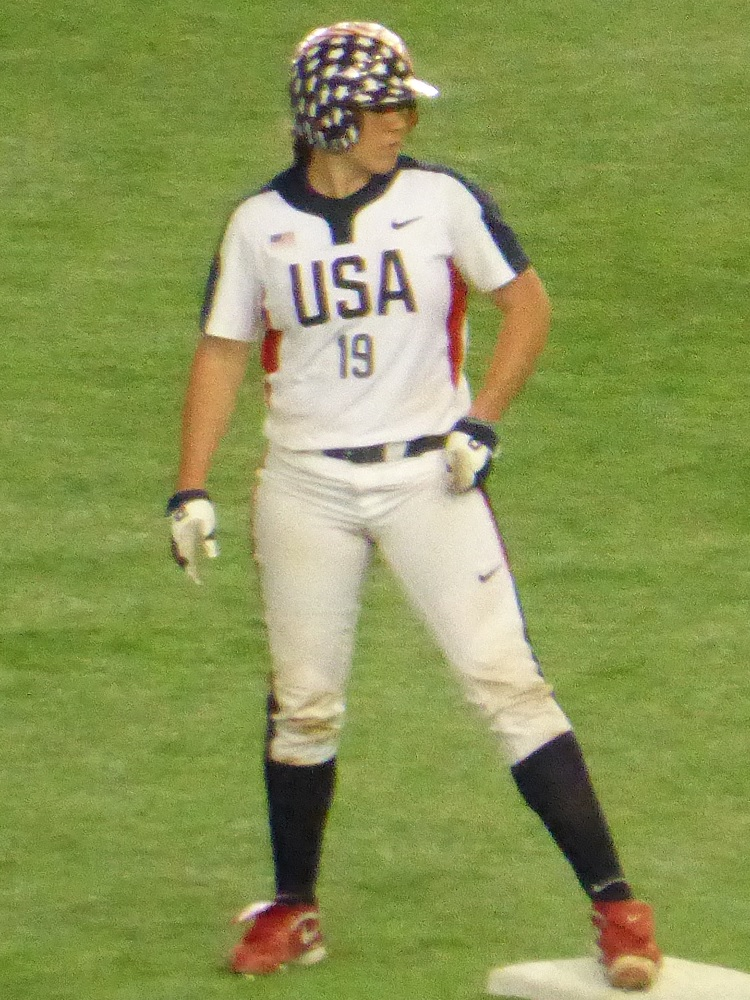
Amanda Chidester, 2016

Amanda Chidester (* 11. April 1990 in Allen Park, Michigan) ist eine US-amerikanische Softballspielerin.

## Karriere
Bis 2008 besuchte Chidester die St. Francis Cabrini High School. Chidester spielte von 2009 bis 2012 in der Universitäts-Mannschaft der Michigan Wolverines. 2016 war sie bei der Mannschaft Scrap Yard Dawgs. Seit 2019 spielt Chidester für das Team Chicago Bandits.
Chidester gewann bei den 2021 ausgetragenen Olympischen Sommerspielen 2020 die Silbermedaille.